# 보흐단 부트코
보흐단 부트코(우크라이나어: Богда́н Євге́нович Бутко́, 1991년 1월 13일 ~ )는 우크라이나의 축구 선수이다.